# Ana Gabriela Cabilhas
Ana Gabriela Oliveira Cabilhas (Albergaria-a-Velha, 11 de fevereiro de 1997), é uma nutricionista e política portuguesa. Atualmente, desempenha as funções de deputada à Assembleia da República, tendo sido eleita nas eleições legislativas de março de 2024, pelo círculo do Porto e pelo Partido Social-Democrata, empossada na XVI Legislatura. Antes disso, foi dirigente estudantil na Universidade do Porto, tendo sido Presidente da Federação Académica do Porto.

## Biografia
Ana Gabriela Cabilhas tem colaborado regularmente em jornais e revistas, nomeadamente através de uma coluna semanal no Jornal de Notícias e na revista Sábado.
Ana Gabriela Cabilhas é militante do Partido Social Democrata, sendo coordenadora da comissão “Longa Vida e Saúde” do Conselho de Estratégia Nacional do PSD. Para as eleições legislativas de março de 2024, o PSD formou uma coligação com dois partidos, conhecida como Aliança Democrática. Ana Cabilhas ficou em 12º lugar na lista de candidatos da AD do círculo eleitoral do Porto.
Destacou-se ao discursar durante a sessão solene dos 50 anos da Revolução de 25 de Abril de 1974, enfatizando que os políticos devem servir o povo e trabalhar para resolver seus problemas, em vez de dividir o país. Como uma das deputadas mais jovens do parlamento, a antiga dirigente estudantil expressou a necessidade de não se contentar com uma democracia estagnada no passado, mas sim buscar uma versão melhorada e reconciliada com o povo, que procure florescer com a mesma intensidade dos momentos históricos como abril de 1974 ou novembro de 1975. Disse ainda que a voz do povo é a maior força da democracia e defendeu que a Casa da Democracia deve escutar o povo para atender às suas legítimas expectativas.
Em 2024, foi também mandatária da Juventude da Aliança Democrática para as Eleições Europeias desse ano, reforçando o seu papel ativo na política e na representação dos jovens no cenário europeu.
Foi distinguida com o prémio de Nutricionista do Ano nos Prémios em 2024 VIVER SAUDÁVEL, tornando-se a personalidade mais jovem a receber esta distinção. Este reconhecimento destacou o seu contributo para a promoção da nutrição e saúde pública, bem como a sua visibilidade e impacto na sociedade enquanto deputada e cronista.